# Красноармійський район (Саратовська область)
Красноармійський район (рос. Красноармейский район) — муніципальне утворення в Саратовській області. Адміністративний центр району — місто Красноармійськ. Населення району — 47 246 чол.

## Географія
Найпівденніший в Правобережжі район. Розташований у межах Приволзької височини, в степовій зоні на правому березі Волги. Берегові схили і прилеглі до них ділянки сильно розчленовані ярами і балками, покриті деревною рослинністю і створюють живописні пейзажі.

## Історія
Утворений 7 вересня 1941 року як Бальцерський район в складі Саратовської області в результаті ліквідації АРСР німців Поволжя і перетворення з Бальцерського кантону.
У травні 1942 року місто Бальцер перейменований в Красноармійськ, а район — в Красноармійський.
В 1950-х роках до району були приєднані населені пункти колишнього Кам'янського кантону АРСР німців Поволжя.
19 травня 1960 року до складу району увійшла територія скасованого Золотовського району.
1 лютого 1963 року місто Красноармійськ віднесений до категорії міст обласного підпорядкування, а район був скасований.
4 квітня 1964 року Красноармійський район був відновлений.
С 1 січня 2005 року місто Красноармійськ і район об'єднані у муніципальне утворення Красноармійський муніципальний район

## Економіка
На території району є нафта і газ, ведуться широкі роботи з глибинного буріння. Сільське господарство виробляє м'ясо, молоко, овочі, фрукти. Великі підприємства: автомобільний завод, механічний завод, ткацька, швейна та трикотажні фабрики, завод по виробництву цегли.

## Пам'ятки
У районі є православні, католицькі і лютеранські храми в селах: Усть-Золіха, Кам'янка, Ахмат, Золоте, Мордово. Визначною пам'яткою району є численні будівлі в німецькому стилі зі своєрідною архітектурою.
В районі сіл Мордово і Соснівка поселення епохи неоліту і бронзи.
Село Золоте славиться своїми глинами, працює керамічний цех з виробництва глиняних виробів (жителі здавна займалися виготовленням гончарного посуду, іграшок).
З боку Волги відкривається вид на Скелю Степана Разіна у села Білогірське, з яким пов'язано багато легенд.

## Джерело
- http://www.bankgorodov.ru/region/raion.php?id=1425#osv [Архівовано 19 серпня 2014 у Wayback Machine.]